# Halkirk (Alberta)
Halkirk est un village (village) du Comté de Paintearth No 18, situé dans la province canadienne d'Alberta.

## Démographie
En tant que localité désignée dans le recensement de 2011, Halkirk a une population de 121 habitants dans 57 de ses 70 logements, soit une variation de 7.1% avec la population de 2006. Avec une superficie de 0,651 6 km2, village possède une densité de population de 185,696 7 hab/km2 en 2011.
Concernant le recensement de 2006, Halkirk abritait 113 habitants dans 56 de ses 62 logements. Avec une superficie de 0,651 5 km2, village possédait une densité de population de 173,4 hab/km2 en 2006.
| 2001 | 2006 | 2011 | 2016 |
| ---- | ---- | ---- | ---- |
| 117  | 113  | 121  | 112  |